# Mohamed Barakat
Mohamed Barakat - em árabe: محمد بركات (Cairo, 07 de setembro de 1976) é um futebolista egípcio que joga como meia-atacante do Al Ahly e da Seleção Egípcia de Futebol.
Foi eleito em 2005 pela BBC como Melhor Futebolista Africano daquele ano.

## Carreira
Barakat representou o elenco da Seleção Egípcia de Futebol no Campeonato Africano das Nações de 2002, 2004 e 2006.

## Títulos
Seleção Egípcia
- Campeonato Africano das Nações: 2006